# Bistum Vijayawada

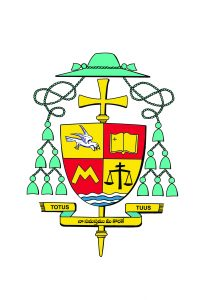
Wappen des Bistums

Das Bistum Vijayawada (lateinisch Dioecesis Viiayavadanus) ist eine in Indien gelegene römisch-katholische Diözese mit Sitz in Vijayawada.

## Geschichte
Papst Pius XI. gründete die Mission sui juris Bezwada mit der Apostolischen Konstitution Christi regno am 10. Januar 1933 aus Gebietsabtretungen des Bistums Hyderabad.
Am 13. April 1937 wurde sie zum Bistum erhoben, das dem Erzbistum Madras als Suffragandiözese unterstellt wurde. Seinen heutigen Namen erhielt es am 21. Oktober 1950. Am 19. September 1953 wurde es Teil der Kirchenprovinz des Erzbistums Hyderabad.
Am 9. Dezember 1976 verlor es einen Teil seines Territoriums an das Bistum Eluru. Am 16. Oktober 2001 wurde es Teil der Kirchenprovinz des Erzbistums Visakhapatnam.

## Ordinarien

### Superior von Bezwada
- Domenico Grassi PIME (1933–13. April 1937)

### Bischof von Bezwada
- Domenico Grassi PIME (13. April 1937–21. Oktober 1950)

### Bischöfe von Vijayawada
- Domenico Grassi PIME (21. Oktober 1950–9. Mai 1951)
- Ambrose De Battista PIME (13. Dezember 1951–23. Januar 1971)
- Joseph S. Thumma (23. Januar 1971–8. November 1996)
- Marampudi Joji (8. November 1996–29. Januar 2000, dann Erzbischof von Hyderabad)
- Prakash Mallavarapu (26. Juli 2002 – 3. Juli 2012, dann Erzbischof von Visakhapatnam)
- Joseph Raja Rao Thelegathoti (seit 19. Dezember 2015)